# Advantest
Advantest Corporation (japanska: 株式会社アドバンテスト), (NYSE: ATE, TSE: 6857), är ett japanskt bolag som är ledande inom tillverkning av automatiska testutrustningar åt tillverkare inom halvledarindustrin. Advantest tillverkar också mätinstrument som används vid konstruktion, produktion och underhåll av elektroniska system som fiberoptik, trådlös kommunikationsutrustning och digitala konsumentprodukter.